# Juan Artal Ortells
Juan Artal Ortells fue un abogado, periodista y político valenciano, que militó en el Partido Liberal y ocupó la alcaldía de la ciudad de Valencia entre febrero y septiembre de 1923. Fue gobernador civil de Soria desde el 21 de diciembre de 1935 hasta el 31 del mismo mes. Durante su mandato como alcalde de Valencia organizó los actos de la Coronación de la Virgen de los Desamparados, el 12 de mayo, que presidió junto al rey Alfonso XIII, la reina Victoria Eugenia y el cardenal Primado de España, el valenciano Enrique Reig Casanova, que fue el encargado de coronar la imagen. Dejó el cargo de alcalde de Valencia tras el golpe de Estado del general Primo de Rivera, siendo sustituido por Juan Avilés Arnau.
Juan Artal Ortells era hijo del abogado y alcalde de Sueca, Juan Artal García, y se doctoró en Derecho en 1913 en la Universidad de Madrid. Con convicciones monárquicas, militó en el Partido Liberal y en 1920 fue nombrado concejal del Ayuntamiento de Valencia hasta febrero de 1923, fecha en la que fue nombrado alcalde de Valencia hasta septiembre del mismo año, al ser disueltas todas las corporaciones locales tras la llegada al poder del general Miguel Primo de rivera.
Fue nombrado por real orden y tomó posesión el 23 de febrero de 1923, tras una bronca sesión del Ayuntamiento en la que varios concejales de la oposición republicana le pidieron a gritos que se marchara por no representar al pueblo. Bajo su mandato como alcalde se ocupó de la acotación definitiva de los límites de la Albufera y la cesión de esos terrenos al término municipal de Valencia, a pesar de que ya se habían marcado los límites en una ley aprobada el 23 de junio de 1911. Los recelos que mantenían poblaciones limítrofes como Sueca, de donde era natural Artal, provocaron que en 1922 se volviera a abrir el debate de la titularidad de los terrenos y que en 1923 el propio alcalde encabezara una comisión que viajó a Madrid para gestionar el asunto de la cesión, que no se consumó formalmente hasta el 3 de junio de 1927 coincidiendo con una visita del rey Alfonso XIII a Valencia.
Como alcalde de la ciudad, participó el 12 de mayo de 1923, con la asistencia del rey Alfonso XIII y su esposa Victoria Eugenia, en la coronación en Valencia de la imagen de la Virgen de los Desamparados, patrona de la ciudad. En el acto, Artal entregó al cardenal Enrique Reig la corona con la que se distinguió la imagen y que fue sustraída durante la Guerra Civil.
También como primer edil de Valencia, presidió el acto de inauguración del estadio de Mestalla el 20 de mayo de 1923. En los prolegómenos del partido que enfrentó al Valencia CF y al Levante FC, el reverendo José Enguix bendijo el campo y minutos después Artal, en calidad de máxima autoridad de la ciudad, realizó el saque de honor.
Juan Artal Ortells cesó de su cargo como alcalde de Valencia oficialmente el 20 de septiembre de 1923, siete días después del golpe de Estado del general Miguel Primo de Rivera. El secretario del Gobierno Civil, Rodríguez Carril, suspendió de sus cargos a 36 concejales, con el alcalde al frente. Los ediles fueron acusados por las nuevas autoridades de varias faltas tras una inspección en el consistorio sobre presunto despilfarro y sustracción de fondos municipales.
Tras dejar la alcaldía, Artal no dejó la política y fue concejal algunos años más, dedicándose profesionalmente a la abogacía y siendo considerado uno de los más destacados abogados civiles de la región en las décadas de los años 20 y 30. Solo interrumpió su carrera como letrado para asumir provisionalmente el cargo de gobernador civil de Soria en diciembre de 1935. Fue sustituido a los diez días por Rafael Fernández Carril. Dedicó sus últimos años a disfrutar de su casa de verano en El Vedat de Torrente, zona en la que fue uno de los primeros en establecerse, y a los campos de naranjas de los que disponía en Tavernes de la Valldigna.
El 24 de septiembre de 2012 la Comisión de Cultura del Ayuntamiento de Valencia decidió dedicar una calle a la memoria de Juan Artal Ortells en la ciudad, aprobando en pleno "denominar una vía pública de la ciudad con la siguiente leyenda: plaza de Juan Artal Ortells (alcalde de la Coronación)". La vía, de nueva creación, es una plaza peatonal situada en el barrio de Safranar, en el distrito de Patraix, en la confluencia de la avenida de José Roca Coll y la calle del Humanista Mariner.

| Predecesor: José Albors Brocal | Alcalde de Valencia 19 de febrero de 1923 – 20 de septiembre de 1923 | Sucesor: Juan Avilés Arnau |